# Język sotho
Język sotho (sotho południowy, sesotho) – język z rodziny bantu z grupy sotho-tswana, używany w Lesotho i RPA przez około 5 mln osób. Z punktu widzenia typologii jest językiem aglutynacyjnym.